# Mrzlica zika
Mrzlica zika (znana tudi kot vročica zika, virusna bolezen zika ali preprosto zika) je nalezljiva bolezen, ki jo povzroča virus zika. Večina primerov je brez simptomov, ampak če so prisotni,  so običajno blagi in lahko spominjajo na dengo. Simptomi so lahko med drugim vročina, pordelost oči, bolečine v sklepih, glavobol in makulopapulozni izpuščaj. Simptomi običajno trajajo manj kot sedem dni. O smrtnih primerih med začetno okužbo ni poročil. Okužbe med nosečnostjo lahko povzroči mikrocefalijo in druge malformacije možganov pri nekaterih dojenčkih. Okužbe pri odraslih so bile povezane s  Guillain-Barréjevim sindromom.
Mrzlica zika se širi v glavnem prek pikov komarja rodu Aedes. Lahko jo tudi spolno prenese moški na svoje spolne partnerje; širjenje prek transfuzije krvi je prav tako možno. Okužba pri nosečnicah se lahko prenese na otroka. Diagnoza se opravlja s testiranjem krvi, seča ali sline obolele osebe na prisotnost RNK virusa zika.
Bolezen se preprečuje s preprečevanjem pikov komarjev na območjih, kjer se bolezen pojavlja, in s pravilno uporabo kondomov. Ukrepi za preprečevanje pikov komarjev vključujejo uporabo odganjal, zakrivanje čim večje površine telesa z obleko, mreže proti komarjem in tako dalje; poleg tega je treba zagotoviti, da se odstranijo stoječe vode, v katerih se komarji razmnožujejo.  Učinkovito cepivo ne obstaja. Zdravstveno osebje ženskam na območjih, ki jih je prizadel izbruh mrzlice zika v letih 2015 in 2016, priporočajo, da z nosečnostjo počakajo in da nosečnice po teh območjih ne potujejo. Čeprav ni posebnega zdravljenja, lahko paracetamol (acetaminofen) pomaga pri simptomih. Sprejem v bolnišnico je le redko potreben.
Virus, ki povzroča bolezen, je bil prvič izoliran leta 1947. Do prvega dokumentiranega izbruha pri ljudeh je prišlo leta 2007 v Federativnih državah Mikronezije. Januarja 2016 je do bolezni prihajalo v dvajsetih regijah obeh Amerik. Pojavila se je tudi v Afriki, Aziji in na Pacifiku. Zaradi izbruha, ki se je začel v Braziliji leta 2015, je Svetovna zdravstvena organizacija februarja 2016 bolezen razglasila za resno mednarodno zdravstveno nevarnost.